# Manuel Antonio Acevedo
Manuel Antonio Acevedo (Salta, 25 de mayo de 1770-1 de octubre de 1825) fue un presbítero y abogado de Argentina.
Nació en Salta el 25 de mayo de 1770 Presbítero y abogado argentino ordenado el 8 de diciembre de 1794, tras estudiar en el Colegio Nacional de Monserrat de la previncia de Córdoba|regresó a Salta, donde participó de la fundación de la Escuela de Filosofía junto al presbítero Dr. Gregorio Antonio Romero, escuela de la que fue rector y catedrático.Fue elegido Diputado por la jurisdicción de la ciudad de Catamarca al Congreso de Tucumán.Murió el 1 de octubre de 1825. 
Fue el primer cura párroco de Cachi entre 1801 y 1804, y entre 1804 y 1806 fue cura de Molinos, ambos de los Valles Calchaquíes, en la provincia de Salta; luego fue párroco en Belén, en la provincia de Catamarca. Fue elegido Diputado por la jurisdicción de la ciudad de Catamarca al Congreso de Tucumán junto con José Eusebio Colombres. Estaba a favor de la institución de la monarquía incaica, siendo él quien propuso que el monarca de la incipiente Argentina fuese un descendiente de los incas, en la sesión del 12 de julio de 1816.
Cuando el Congreso fue trasladado a Buenos Aires, Acevedo fue su último presidente justo antes de que fuera disuelto; como resultado de la victoria federal de 1820 fue reducido a prisión. Puesto en libertad, en 1821, pasó a ser el secretario de la Sala de Representantes de Buenos Aires. Luego regresó a su labor de cura en Belén. En Catamarca abrió una escuela, fundó un seminario y dictó gratis una cátedra de filosofía. 
En 1822 redactó el "Proyecto de Constitución" para la Provincia de Catamarca, que más tarde fue sancionado en 1823. Fue uno de los primeros legisladores de Catamarca al ser nombrado vocal de la primera constituyente catamarqueña. También fue diputado por Catamarca en el Congreso General de 1824.
En 1825 se incorporó a la Constituyente reunida en Buenos Aires, interviniendo en las discusiones sobre la llamada "Ley Fundamental".